# Teqqiinngaq
Teqqiinngaq [ˌtˢɜˈqːiːŋːɑq] (nach alter Rechtschreibung Terĸĩngaĸ) ist eine wüst gefallene grönländische Siedlung im Distrikt Kangaatsiaq in der Kommune Qeqertalik.

## Lage
Teqqiinngaq liegt im Süden einer gleichnamigen Insel, die am Südufer des Ataneq liegt. Der nächstgelegene Ort ist Iginniarfik elf Kilometer nördlich.

## Geschichte
Über Teqqiinngaq ist so gut wie nichts bekannt. Vermutlich kurz vor 1900 wurde der Wohnplatz aufgegeben. Zur gleichen Zeit wurde auf der anderen Fjordseite Tununngasoq gegründet.